# Laccophilus beroni
Laccophilus beroni är en skalbaggsart som beskrevs av Rocchi 1986. Laccophilus beroni ingår i släktet Laccophilus och familjen dykare. Inga underarter finns listade i Catalogue of Life.